# Xinxiang
Xinxiang is een stad en prefectuur in het noorden van de Chinese provincie Henan, Volksrepubliek China. Xinxiang grenst in het zuidwesten aan Zhengzhou, in het zuidoosten aan Kaifeng, in het noorden aan Hebi en Anyang, in het westen aan Jiaozuo, in het noordwesten aan de provincie Shanxi en in het oosten aan de provincie Shandong.
Bij de volkstelling van 2020 had de prefectuur 6.251.929 inwoners. De stad zelf had 1.271.350 inwoners.
De belangrijke industriestad Changyuan ligt ook in deze prefectuur.

## Indeling
Prefectuurstad Xinxiang omvat 4 districten, 2 stadsarrondissementen en 6 arrondissementen.
- Weibin, district (卫滨区)
- Hongqi, district (红旗区)
- Muye, district (牧野区}
- Fengquan, district (凤泉区}
- Huixian, stadsarrondissement (辉县市}
- Weihui, stadsarr. (卫辉市)
- Xinxiang, arrondissement (新乡县)
- Huojia, arr. (获嘉县)
- Yuanyang, arr. (原阳县)
- Yanjin, arr. (延津县)
- Fengqiu, arr. (封丘县)
- Changyuan, arr. (长垣县)